# Municipio de Damascus (Ohio)
El municipio de Damascus (en inglés: Damascus Township) es un municipio ubicado en el condado de Henry en el estado estadounidense de Ohio. En el año 2010 tenía una población de 1801 habitantes y una densidad poblacional de 22,6 personas por km².

## Geografía
El municipio de Damascus se encuentra ubicado en las coordenadas 41°22′57″N 83°56′16″O / 41.38250, -83.93778. Según la Oficina del Censo de los Estados Unidos, el municipio tiene una superficie total de 79.7 km², de la cual 77,89 km² corresponden a tierra firme y (2,27 %) 1,81 km² es agua.

## Demografía
Según el censo de 2010, había 1801 personas residiendo en el municipio de Damascus. La densidad de población era de 22,6 hab./km². De los 1801 habitantes, el municipio de Damascus estaba compuesto por el 96,45 % blancos, el 0,06 % eran afroamericanos, el 0,56 % eran amerindios, el 0,17 % eran asiáticos, el 1,78 % eran de otras razas y el 1 % eran de una mezcla de razas. Del total de la población el 5,61 % eran hispanos o latinos de cualquier raza.